# Yazidier

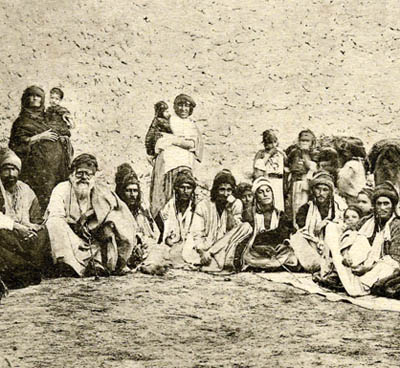
Yazidier i Sinjarbergen på 1920-talet

Yazidier (även yezidier, jezidier, jezider eller ezedier) är en kurmanji-talande religiös minoritet ibland beskriven som en urskiljbar etnisk minoritet. Yezidier är ursprungligen från Mellanöstern, med utbredning i Irak, Iran, Turkiet, Syrien, Armenien och Georgien samt i nyare tid också i Europa. Tillförlitliga uppgifter om det totala antalet yazidier saknas. Uppskattningar varierar från 200 000 upp till 1 miljon.I exil levde 2014 ett stort antal yazidier i Tyskland.
Den yazidiska kulturens språk är kurmanji (nordkurdiska), som också används för nästan allt muntligt traderade religiösa traditionerna bland yazidierna. Yazidier i Bashiqa och Bahzani talar emellertid arabiska som modersmål. Även om de flesta yazidier talar nordkurdiska så är deras ursprung omtvistat både bland forskare och hos yazidiska gemenskapen själv huruvida yazidier är etniska kurder eller om de bildar en urskiljbar folkgrupp. Yazidier gifter sig enbart med andra yazidier inom samma kast-grupp. ; de som gifter sig med icke-yazidier blir utstötta från gemenskapen och får inte längre kalla sig yazidier.

## Etymologi
Ordet yazid eller ezîd, kommer från ezdan som betyder gud eller "värdig att dyrkas". När araberna/muslimerna spred sig norrut till Kurdistan spreds ryktet att yazid egentligen kommer ifrån kalifen Yazid I, som var den andre kalifen i det Umayyadiska kalifatet mellan åren 680 och 683. Det sistnämnda påstående stämmer inte utan var ett sätt att islamisera yazidierna. Detta misslyckades men namnet rotade sig.
- Wiktionary har ett uppslag om yazidier.

## Demografi
Antalet yazidier är svårt att beräkna, men 1995 antogs att mellan 1 000 000 och 2 500 000 anhängare levde i Irak, Turkiet, Syrien, Iran samt i Armenien och Georgien.
LookLex Encyclopaedia uppskattar yazidier i diasporan till följande, fördelade över Turkiet 50 000, Syrien 30 000, Armenien 100 000, Afghanistan 100 000 och Europa 50 000, varav de flesta i Tyskland.

### Språk
Yazidierna talar kurmanji (nordkurdiska). 
I ezidiska böner och skrifter används endast kurmanji.
Den religiösa traditionen förs framför allt vidare muntligt.

## Historia
Yazidierna är en religiös grupp i ett gränsöverskridande område i sydöstra Turkiet, nordvästra Iran, norra Irak och nordöstra Syrien. På 800-talet gjorde den yazidiske ledaren Mir Jafar Dasni ett misslyckat uppror mot den abbasidiska kalifen i Bagdad. Miren drog sig tillbaka till ett område i norra Irak, och en konfrontation mellan kurder och araber ägde rum. Araberna kunde emellertid inte besegra kurderna.
På 1100-talet levde shejken Adi ibn Musafir (cirka 1075–1162) i Bagdad. Han grundade ett sufikollektiv nära staden Mosul i nordvästra Irak. Här utvecklades en synkretistisk religion, med inslag från zoroastrismen, gnosticismen och manikeismen. Under 1300-talet skedde en tillströmning av anhängare från kurdiska stammar.
I det Osmanska riket levde de flesta yazidier i Kurdistan. Sultanens guvernörer gav order om att de måste övergå till islamsk tro, med sunni-inriktning. Detta hade till följd att antalet yazidier minskade drastiskt. När sedan det Ottomanska riket föll och brittiskt styre tog över blev det lättare för yazidierna.

## Religion
Det är inte tillåtet att konvertera till den yazidiska religionen, utan man måste vara född som en yazidi. Inom yazidismen tror man på en enda Gud och anser att alla religioner egentligen också tror på en enda Gud men att det endast är språket som gör att man benämner Gud olika.
Inom Jesidismen har ängeln Meleke Taus stor plats eftersom man anser att Meleke Taus är Guds högra hand. Meleke Taus symboliseras som en påfågel inom Jesidism och tros ha gett världen dess färger när den kom till världen.
Inom Jesidismen finns de sju änglarna som också kallas för Guds emanationer, som sägs ha skapats av Gud från sitt eget ljus (Nûr). Det vill säga att de själva är en del av Gud. Ett annat ord som används för detta är Sur eller Sirr (bokstavligen: Mysterium), som betecknar ett gudomligt väsen som änglarna skapades från, och har sin egen personlighet och vilja och kallas för Sura Xudê (Guds Sirr) på Kurdiska. Änglarna delar denna "essens" från sin skapare som är Gud. De sju änglarna kallas ibland "De sju mysterierna". Dessa änglar kallas för Melek Taus, Fexreddin, Shex Shems, Nasirdin, Sijadin, Şêxobekir och Shex Hesen (Şêxsin).
Solen är Guds största skapelse som yazidiernas använder som medium när de ska kommunicera med Gud. Jesidism symbol är därmed solen som har ängeln Melek Shams själ. Vid begravningar måste en shekh och en pir vara närvarande eftersom de tvättar kroppen och ber andliga böner innan de kroppen begravs. Kroppens huvud vänds mot öster för att solen går upp i öst. Yazidierna ber tre gånger om dagen; på morgonen mot soluppgången, under dagen mot solen och sent på dagen mot väst där solen går ned. Yazidierna har särskilda böner som kan tolkas ungefär som: ”(Säger namnet Shams  änglar), du har gett ljus till alla fyra hörn på jorden, bringa fred och ta bort ondskan. Bringa hjälp till jordens 72 folkgrupper, sedan till sist oss yazidier."
Yazidierna har tre olika grupper som de föds i. Dessa är shekh, pir och mirid. De två första, shekh och pir, är grupper som utövar religiösa uppgifter på bland annat begravningar, bröllop och andra ceremoniella situationer. Den tredje gruppen, mrid, är den så kallade världsliga gruppen som inte har religiösa uppgifter att utföra. Dessa tre grupper är inte som ett kastsystem utan yazidierna anses vara lika mycket värda oavsett vilken grupp de tillhör. Det är förbjudet för dessa tre grupper att gifta sig med varandra. Varje mrid har sin särskilda pir och shekh. Även pir och shekh har i sin tur sina egna pir och shekh.

Det är också omöjligt att konvertera och på så sätt bli yazidier.
Yazidierna tror på helvete och himmel och att Gud (Xwede) styr båda efter döden beroende på dess handlingar. . Inom Jesidism anser man att man kommer till Gud och får svara för sina handlingar. Inom Jesidism finns en tro om återfödelse. Inom Jesidismen respekterar man andra religioner och tvingar aldrig någon att konvertera.
Inom Jesidism finns många religiösa högtider bland annat:
- Februari: Aida Xdrnabi (Kärlekens och önskningarnas ängel). Första fredagen efter den 13 februari är det Aid/Ayid, som är en festdag för yazidierna. Innan festdagen är det fasta i fyra dagar måndag–torsdag varav man endast får fasta i udda antal dagar, dvs. man fastar inte i två eller fyra dagar utan antingen en dag eller tre dagar.
- Mars: första onsdagen efter den 13 mars firar man 'Kloch'. Kloch är en kaka som man bakar med sju ingredienser och har ett mynt eller pärla i. Kloch delas för alla sju änglar och sedan för antalet familjemedlemmar som finns i hemmet. Den familjemedlem som får myntet/pärlan får lycka och framgång hela året. Om en ängel får pärlan/myntet innebär det att den ängeln skyddar familjen, dvs. om pärlan hamnar i biten för kärlekens gud, kommer troligtvis en familjemedlem att gifta sig det året.
- April: första onsdagen efter 13 april firas "Charsama sare Nisane[23]" eller "Charsäma sor", betyder den röda onsdagen är Yezidernas nyår. Man målar ägg i olika färger (som representerar världens olika färger) och firar med festmåltider. Enligt Jesidiska kalendern är det år 6769.
- December: första fredagen efter den 13 december firas "Aida Ezdit", ängelns Ezids högtid. Man fastar tre dagar innan fredagen och har fest på fredagen.

### Pilgrimsresa
Den viktigaste ceremonin för yazidier är att en gång under sin livstid göra en pilgrimsresa till Shejk Adi ibn Musafirs grav i templet Lalish några mil norr om Mosul. Bor man i Kurdistan bör man göra en sådan resa varje år i samband med en skördefest.

### Religiös förföljelse
Vid mitten av 1800-talet började yazidiernas existens och utsatta situation uppmärksammas i Europa. Kristna missionärer kom i kontakt med dem, och interventioner gjordes i Istanbul. 1892 inträffade dock den värsta pogromen i denna stad. Folkgruppen hotades med total utrotning om de inte övergav sin religion och övergick till islam. När de vägrade attackerades Sinjar och helgedomen shejkh Adis grav förstördes.
Från 1910 drabbades yazidier över hela Kurdistan av det assyriska folkmordet..
År 1970 deporterade Saddam Hussein 20 000 yazidier från Sinjar till södra Irak.
Under ırakkriget eskalerade konflikten mellan shia och sunni och mellan araber och kurder. Det drabbade framför allt religiösa minoriteter som kristna, turkmener, yazidier, mandéer och bahá'í.
Augusti 2014 betraktades yazidierna som den mest förföljda folkgruppen i Mellanöstern. Jihadisterna i IS, Islamiska staten, har gjort dem till måltavla och de riskerar total utrotning. Europaparlamentet meddelade den 5 februari 2016 att IS begår folkmord på kristna, yazidier och muslimer. Yazidierna har ansetts vara djävulsdyrkare av vissa muslimer, vilket har bidragit till att ISIS har ansett att det är tillåtet att förslava dem, då reglerna om slaveri inom islam tillåter muslimer att hålla icke-muslimer som slavar, och de föll offer för slaveri under Islamiska staten.

### Motstånd och hjälp
Efter IS massaker på Sinjar-berget sommaren 2014 började världen uppmärksamma yazidierna. Vian Dakhil, den enda parlamentsledamoten i Irak arbetade för att hjälpa 10 000-tals utsatta människor. I december 2014 reste hon till Washington och träffade senatorer och kurdiska organisationer.
När de syriska revolten började 2011 ökade hotet mot kurderna i nordost. Då bildade de YPG, folkets försvarsenheter. Denna milis har försvarat yazidier mot den islamiska staten. Från 2015 har USA bidragit med militär hjälp till YPG.

## Yazidiskadiasporan
Den utsatta situationen i Turkiet och i Syrien har sedan många år lett till en utvandring till Europa, framför allt till Tyskland, men också till England och Frankrike som behandlade kurder bra efter att ha besegrat det Osmanska riket efter första världskriget.
I Tyskland finns mer än 100 000 yazidier. En yazidisk akademi grundades i Hannover år 2009 med syfte att studera deras historia och den aktuella situationen. Akademin innehåller också ett bibliotek som samlar yazidisk litteratur.

### Sverige
Yazidier har under senare år också sökt sig till Sverige i ökad omfattning. Uppskattningsvis är antalet i dag omkring 6 000, med en koncentration till Skåne. Andra uppskattningar sträcker sig till 10 000 eller 15 000 individer samt att detta gör Sverige till det land i världen efter Irak och Tyskland där flest yazidier bor. Det finns en fadderverksamhet som tar emot nyanlända yazidier.
En stor grupp yazidier bor i Hässleholm.
Yazidier erhåller i dagsläget inte statsbidrag från Myndigheten för stöd till trossamfund.

## Dokumentärfilm om flyktingar från IS-hotade områden
Under filmfestivalen i Göteborg 2016 fick den svenska filmen Flickan som räddade mitt liv Angelo-priset. Filmen hade världspremiär den 2 februari 2016, regissör Hogir Hirori. Filmen har kritiserats mycket eftersom den ger en bild av att Yazidierna inte skulle ta emot kvinnorna som varit fångar hos IS. Yaziderna påstår att detta ger en felaktig bild av dem och att de självklart inte kan klandra kvinnorna för att de utsatts.

## Galleri

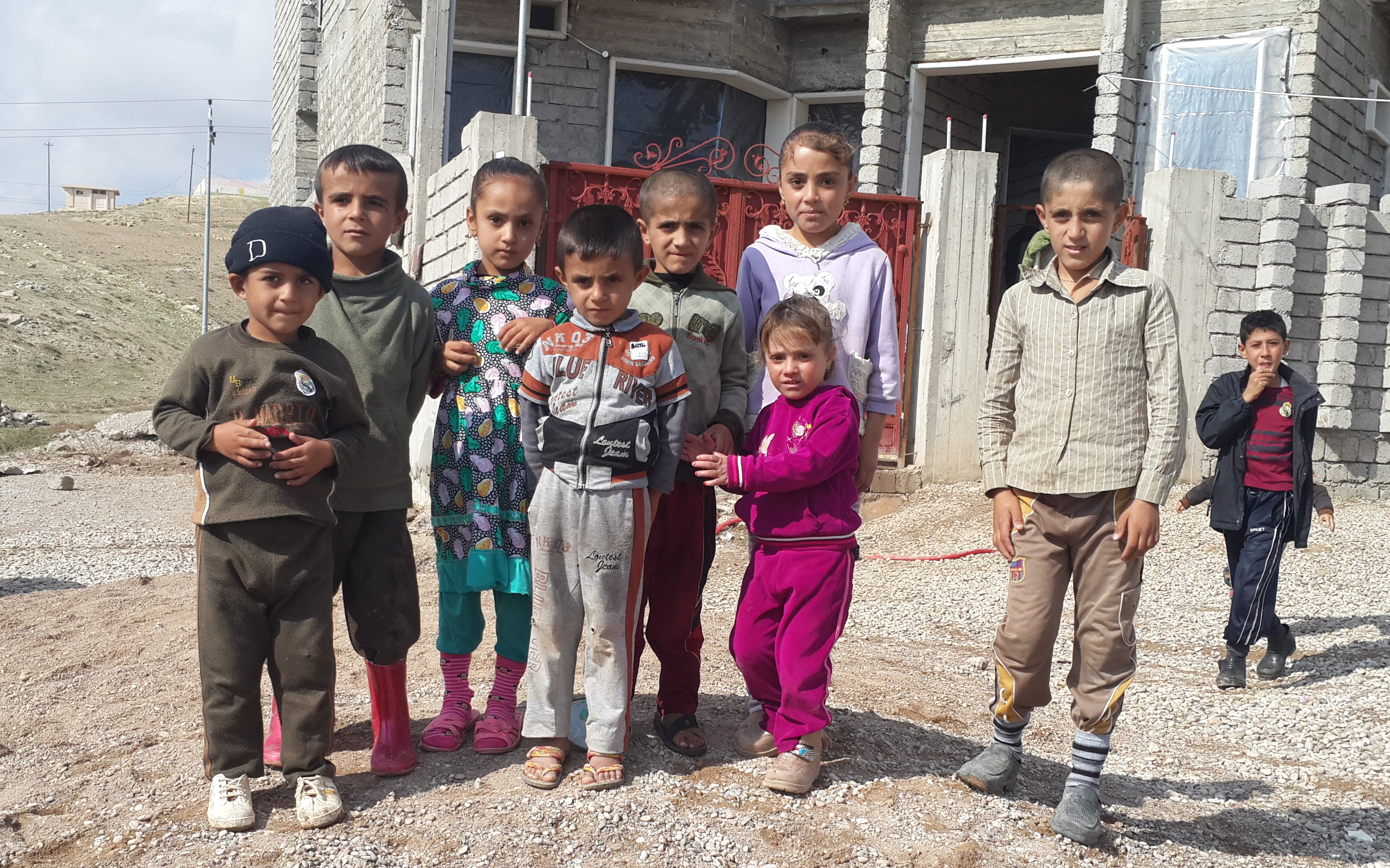
Yazidiska barn på flykt i Kurdistan, november 2014.
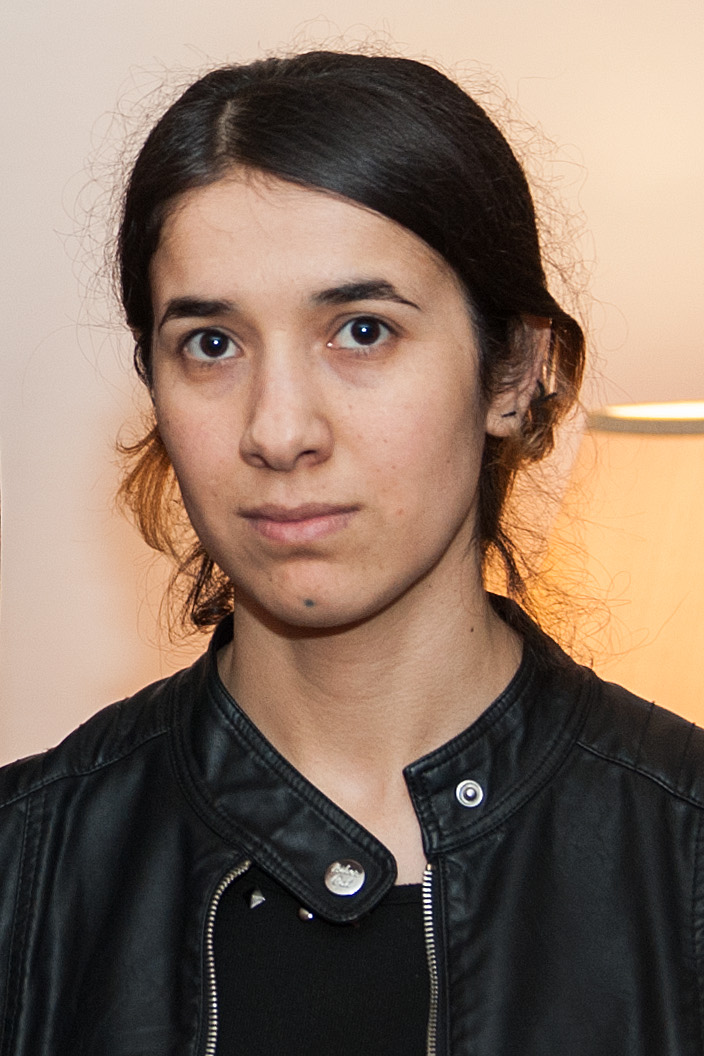
Nadia Murad, 2015, Nobels fredspris 2018.